# Ngaditirto
Ngaditirto is een bestuurslaag in het regentschap Temanggung van de provincie Midden-Java, Indonesië. Ngaditirto telt 1783 inwoners (volkstelling 2010).